# Station Patuguran
Patuguran is een spoorwegstation in de Indonesische provincie Midden-Java.